# Ulf Palme
Pour les articles homonymes, voir Palme.
Ulf Palme est un acteur et metteur en scène suédois, né le 18 octobre 1920 à Stockholm, mort le 12 mai 1993 à Värmdö — Île d'Ingarö (Comté de Stockholm).

## Biographie
De 1942 à 1945, Ulf Palme étudie l'art dramatique à l'école (Dramatens elevskola en suédois) du Théâtre dramatique royal (Kungliga Dramatiska Teatern en suédois, abrégé Dramaten) de Stockholm, où il joue dans cinquante-cinq pièces, dès 1942 et jusqu'en 1969.
Parmi ses partenaires au Dramaten, mentionnons Mai Zetterling (ex. : Les Mouches de Jean-Paul Sartre en 1945), Viveca Lindfors (ex. : La Nuit des rois de William Shakespeare en 1946), Anita Björk (ex. : The Iceman Cometh d'Eugene O'Neill en 1947), Jarl Kulle (ex. : Un tramway nommé Désir de Tennessee Williams en 1949), Lars Hanson (ex. : Rosmersholm d'Henrik Ibsen en 1959), ou encore Eva Dahlbeck (ex. : La Mouette d'Anton Tchekhov en 1961, mise en scène par Ingmar Bergman).
Et soulignons sa participation, en 1956 au Théâtre dramatique royal, à la pièce d'Eugene O'Neill Le Long Voyage vers la nuit, avec Lars Hanson et Jarl Kulle (création mondiale, en suédois donc, précédant de quelques mois la création américaine à Broadway, la même année).
Toujours au Dramaten, il met en scène douze pièces, la première en 1946, les suivantes de 1963 à 1968 (ex. : Marie Stuart de Friedrich von Schiller en 1966, avec Anita Björk dans le rôle-titre).
Au cinéma, Ulf Palme contribue à quarante-deux films (majoritairement suédois, plus quelques films étrangers ou coproductions), sortis de 1945 à 1980. Citons Rêve de femmes d'Ingmar Bergman (1955, avec Eva Dahlbeck, Harriet Andersson et Gunnar Björnstrand), La Sorcière d'André Michel (coproduction franco-italo-suédoise, 1956, avec Marina Vlady et Maurice Ronet), ainsi que L'Amour à la suédoise de Gian Luigi Polidoro (film italien, 1963, avec Alberto Sordi).
Fait particulier, il tourne six films réalisés par Alf Sjöberg, dont Mademoiselle Julie (1951, avec Anita Björk dans le rôle-titre), adaptation de la pièce éponyme d'August Strindberg, qu'il venait d'interpréter en 1949 au Dramaten (dans le même rôle de Jean, alors aux côtés d'Inga Tidblad personnifiant Julie), déjà sous la direction d'Alf Sjöberg. Ce dernier est d'ailleurs metteur en scène de plusieurs pièces jouées au Théâtre dramatique royal par Ulf Palme, y compris Les Mouches (1945) et La Nuit des rois (1946) pré-citées, et une reprise en 1962 de Mademoiselle Julie, à nouveau avec Inga Tidblad.
À la télévision, entre 1951 et 1976, il apparaît dans deux feuilletons, deux téléfilms et trois séries, dont celle américaine Foreign Intrigue, tournée dans les studios de Svensk Filmindustri (trois épisodes, diffusés respectivement en 1951, 1954 et 1955).
Enfin, pour Sveriges Radio, Ulf Palme joue régulièrement des pièces radiodiffusées, notamment là encore Mademoiselle Julie en 1957, avec Inga Tidblad.

## Filmographie partielle

### Au cinéma
(films suédois, sauf mention contraire ou complémentaire)
- 1946 : Driver dagg faller regn de Gustaf Edgren
- 1946 : Möte i natten d'Hasse Ekman
- 1947 : Brott i sol de Göran Gentele
- 1949 : La Prison (Fängelse) d'Ingmar Bergman
- 1949 : Bara en mor d'Alf Sjöberg
- 1950 : Medan staden sover de Lars-Eric Kjellgren
- 1950 : Cela ne se produirait pas ici (Sånt händer inte här) d'Ingmar Bergman
- 1950 : La Fille aux jacinthes (Flicka och haycinter) d'Hasse Ekman
- 1951 : Mademoiselle Julie (Fröken Julie) d'Alf Sjöberg
- 1951 : Bärande hav d'Arne Mattsson
- 1953 : Barabbas d'Alf Sjöberg
- 1954 : Herr Arnes penningar de Gustaf Molander
- 1954 : Karin Månsdotter d'Alf Sjöberg
- 1955 : Rêves de femmes (Kvinnodröm) d'Ingmar Bergman
- 1955 : Vildfåglar d'Alf Sjöberg
- 1956 : La Sorcière d'André Michel (film franco-italo-suédois)
- 1960 : Le Juge (Domaren) d'Alf Sjöberg
- 1962 : Trahison sur commande (The Counterfeit Traitor) de George Seaton (film américain)
- 1963 : Kurragömma de Lars-Magnus Lindgren
- 1963 : L'Amour à la suédoise (Il diavolo) de Gian Luigi Polidoro (film italien)
- 1966 : Les Feux de la vie (Här har du ditt liv) de Jan Troell
- 1966 : Heja Roland! de Bo Widerberg
- 1967 : Tvärbalk de Jan Troell
- 1968 : Docteur Glas (Doktor Glas) de Mai Zetterling
- 1968 : Les Filles (Flickorna) de Mai Zetterling
- 1972 : The Day the Clown Cried de Jerry Lewis (film américain, inachevé)
- 1973 : Ils avaient les mains sales (Smutsiga fingrar) d'Arne Mattsson
- 1977 : Bang ! de Jan Troell
- 1980 : Fais donc l'amour, on n'en meurt pas ! (Marmeladupproret) d'Erland Josephson

### À la télévision
- 1951-1955 : Foreign Intrigue, série
  - Saison 1, épisode 7 At the Airport (1951)
  - [Saison et n° d'épisode non spécifiés] Souvenir de Paris (titre original, 1954)
  - Saison 4, épisode 15 The Spy Ring (1955)
- 1973 : Gamen, téléfilm de Jan Troell

## Théâtre (au Dramaten)

### Comme acteur (sélection)

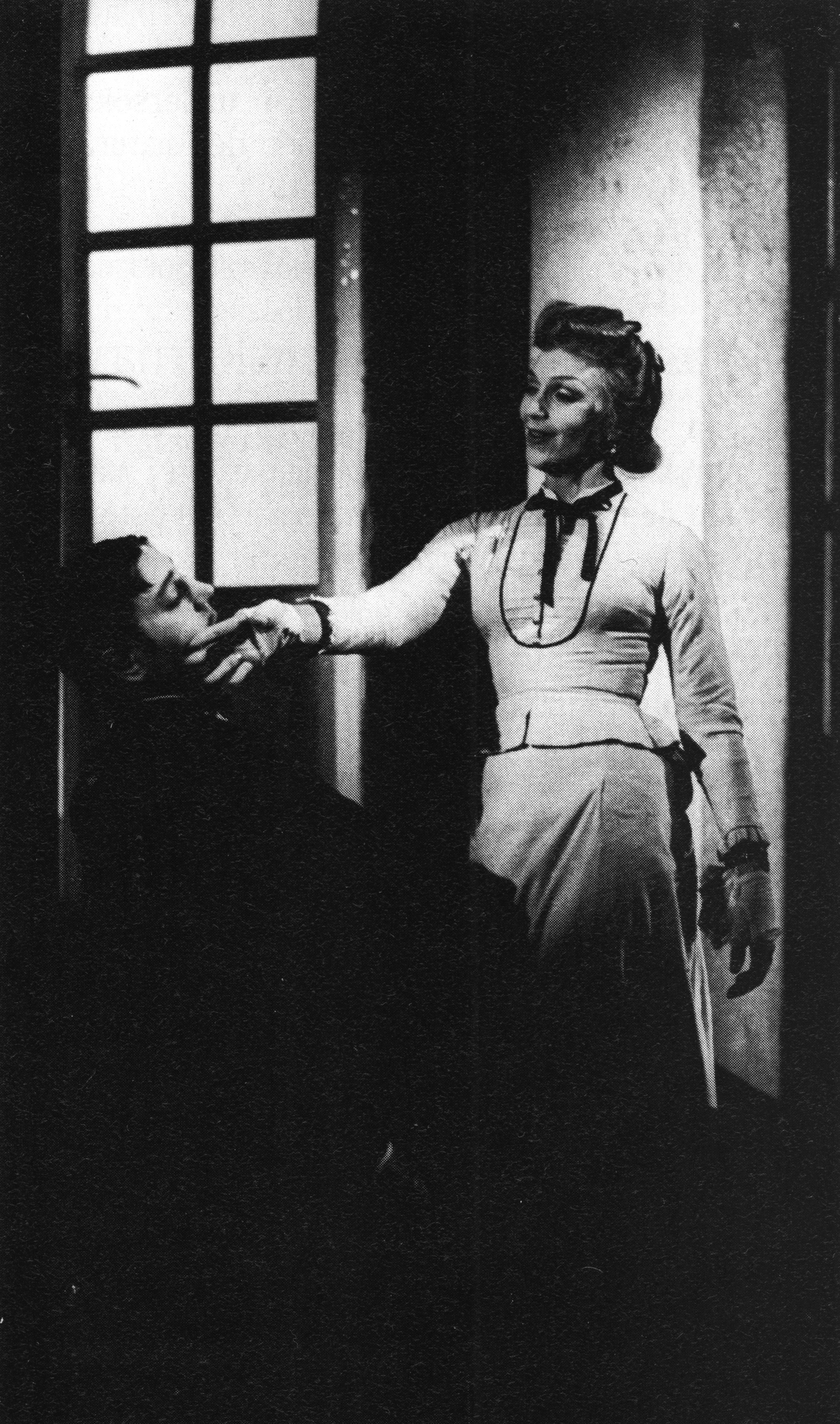
Avec Inga Tidblad, dans Mademoiselle Julie (1949), au Dramaten

- 1942 : Svanevit d'August Strindberg, avec Eva Dahlbeck, Göran Gentele, Mai Zetterling
- 1942 : Tom Sawyer, d'après les écrits de Mark Twain, avec Göran Gentele
- 1943 : Queens of France (Drottningar av Frankrike) de Thornton Wilder, avec Eva Dahlbeck
- 1943 : Young Woodley (18 år) de John Van Druten, avec Göran Gentele
- 1943 : Le Roi (Kungen) de Robert de Flers, Gaston Arman de Caillavet et Emmanuel Arène, avec Renée Björling, Eva Dahlbeck, Göran Gentele, Lars Hanson, Inga Tidblad
- 1943 : Les Trois Mousquetaires (De tre musketörerna) , adaptation du roman éponyme d'Alexandre Dumas, avec Anita Björk, Eva Dahlbeck, Göran Gentele, Mai Zetterling
- 1944 : Le Marchand de Venise (Köpmannen i Venedig - titre original : The Merchant of Venice) de William Shakespeare, mise en scène d'Alf Sjöberg, avec Göran Gentele, Mimi Pollak, Inga Tidblad, Mai Zetterling
- 1944 : L'Île au trésor (Skattkammarön - titre original : Treasure Island), adaptation du roman éponyme de Robert Louis Stevenson, mise en scène de Göran Gentele
- 1944 : Noces de sang (Blodsbröllop - titre original : (Bodas de sangre) de Federico Garcia Lorca, mise en scène d'Alf Sjöberg, avec Viveca Lindfors, Mimi Pollak
- 1945 : Sanningens pärla de Zacharias Topelius, mise en scène de Göran Gentele, avec Eva Dahlbeck, Göran Gentele, Maj-Britt Nilsson
- 1945 : Ödestimmen de Hjalmar Söderberg, avec Göran Gentele, Lars Hanson
- 1945 : En idealist (titre suédois et original) de Kaj Munk, avec Renée Björling, Lars Hanson, Mai Zetterling
- 1945 : Robin des Bois (titre suédois et original : Robin Hood) d'Owen Davis, mise en scène de Göran Gentele, avec Eva Dahlbeck
- 1945 : Les Mouches (Flugorna) de Jean-Paul Sartre, mise en scène d'Alf Sjöberg, avec Renée Björling, Stig Järrel, Mai Zetterling
- 1946 : La Nuit des rois, ou Ce que vous voudrez (Trettondagsafton - titre original : Twelfth Night, or What you will) de William Shakespeare, mise en scène d'Alf Sjöberg, avec Viveca Lindfors, Stig Olin, Inga Tidblad, Mai Zetterling
- 1946 : Huis clos (Stängda dörrar) de Jean-Paul Sartre, mise en scène d'Alf Sjöberg
- 1946 : Pâques (Påsk) d'August Strindberg, avec Mai Zetterling
- 1946 : Les Monstres sacrés (Idolerna) de Jean Cocteau
- 1947 : Richard III (titre suédois et original) de William Shakespeare, mise en scène d'Alf Sjöberg, avec Lars Hanson, Jarl Kulle
- 1947 : Le Condamné à mort (Den dödsdömde) de Stig Dagerman, mise en scène d'Alf Sjöberg, avec Eva Dahlbeck, Jarl Kulle
- 1947 : The Iceman Cometh (Si, iskarlen kommer !) d'Eugene O'Neill, avec Anita Björk, Eva Dahlbeck
- 1947 : All My Sons (Alla mina söner) d'Arthur Miller
- 1948 : La Pierre philosophale (De vises sten) de Pär Lagerkvist, mise en scène d'Alf Sjöberg, avec Renée Björling, Lars Hanson
- 1949 : Mademoiselle Julie (Fröken Julie) d'August Strindberg, mise en scène d'Alf Sjöberg, avec Inga Tidblad
- 1949 : Un tramway nommé Désir (Linje Lusta - titre original : A Streetcar named Desire) de Tennessee Williams, avec Jarl Kulle, Inga Tidblad
- 1950 : Éric XIV (Erik XIV) d'August Strindberg, mise en scène d'Alf Sjöberg, avec Lars Hanson, Ingrid Thulin
- 1955 : Le Canard sauvage (titre suédois et original : Vildanden) d'Henrik Ibsen, mise en scène d'Alf Sjöberg, avec Renée Björling, Eva Dahlbeck
- 1956 : Le Long Voyage vers la nuit (Lång dags färd mott natt - titre original : Long Day's Journey into Night) d'Eugene O'Neill, avec Lars Hanson, Jarl Kulle, Inga Tidblad (création mondiale)
- 1957 : Drottningens juvelsmycke, adaptation du roman éponyme de Carl Jonas Love Almqvist, avec Anita Björk, Mona Malm
- 1957 : Créanciers (Fordringsägare) d'August Strindberg, avec Eva Dahlbeck
- 1959 : La Puissance des ténèbres (Mörkrets makt - titre original : Власть тьмы) de Léon Tolstoï, mise en scène d'Alf Sjöberg, avec Allan Edwall
- 1959 : Rosmersholm (titre suédois et original) d'Henrik Ibsen, mise en scène d'Alf Sjöberg, avec Renée Björling, Lars Hanson
- 1960 : Hamlet de William Shakespeare, mise en scène d'Alf Sjöberg, avec Erland Josephson, Inga Tidblad
- 1961 : La Mouette (Måsen - titre original : Чайка) d'Anton Tchekhov, mise en scène d'Ingmar Bergman, avec Eva Dahlbeck
- 1961 : Candida de George Bernard Shaw, mise en scène de Mimi Pollak, avec Eva Dahlbeck
- 1962 : Mademoiselle Julie (Fröken Julie) d'August Strindberg, mise en scène d'Alf Sjöberg, reprise, avec Inga Tidblad
- 1969 : La Danse de mort II (Dödsdansen II) d'August Strindberg, mise en scène d'Alf Sjöberg
- 1969 : Leka med elden d'August Strindberg, mise en scène d'Alf Sjöberg

### Comme metteur en scène (intégrale)
- 1946 : L'Arche de Noé (Noaks ark) de Sten Sternberg, avec Jarl Kulle
- 1963 : Tchin-Tchin (même titre suédois) de François Billetdoux, avec Eva Dahlbeck (+ acteur)
- 1964 : Roméo et Juliette (Romeo och Julia - titre original : Romeo and Juliet) de William Shakespeare
- 1964 : Le Dernier Jour (Den yttersta dagen) de Stig Dagerman, avec Lars Hanson
- 1965 : Blues for Mr. Charlie (titre suédois et original) de James Baldwin, avec Mona Malm
- 1965 : A Scent of Flowers (En doft av blommer) de James Saunders, avec Mona Malm
- 1966 : Marodörer d'August Strindberg, avec Bibi Andersson
- 1966 : Marie Stuart (titre suédois et original : Maria Stuart) de Friedrich von Schiller, avec Anita Björk
- 1967 : Sock ! Bang ! Svisch ! Smack ! Vroom ! de Lars Forssell
- 1967 : La Danse de mort (Dödsdansen) d'August Strindberg
- 1968 : The Restoration of Arnold Middleton (Spel för Arnold M) de David Storey, avec Mona Malm
- 1968 : Liebelei (même titre suédois) d'Arthur Schnitzler